# Érick Zonka
Érick Zonka (Orléans, 10 de setembro de 1956) é um cineasta e roteirista francês.